# Онкологія
Онкологія (від дав.-гр. όγκος — пухлина та дав.-гр. lógos — вчення) — розділ медицини, присвячений діагностиці та лікуванню добро- та злоякісних новоутворень (пухлин — раків, сарком).

## Основні напрямки
Залежно від вузької спеціалізації, розрізняють онкохірургію: онкогінекологія, онкокардіологія, онкоурологія, онкогематологія, онкопульмонологія, онкоотоларингологія, онкогастроентерологію, онконейрохірургію; психоонкологію та ін. напрямки.